# Парфений (Стаматов)
Епископ Парфений (болг. Епископ Партений, в миру Стоян Стаматов Стоянов; 7 марта 1907, Провадия — 2 марта 1982, София) — епископ Болгарской православной церкви, епископ Левкийский

## Биография

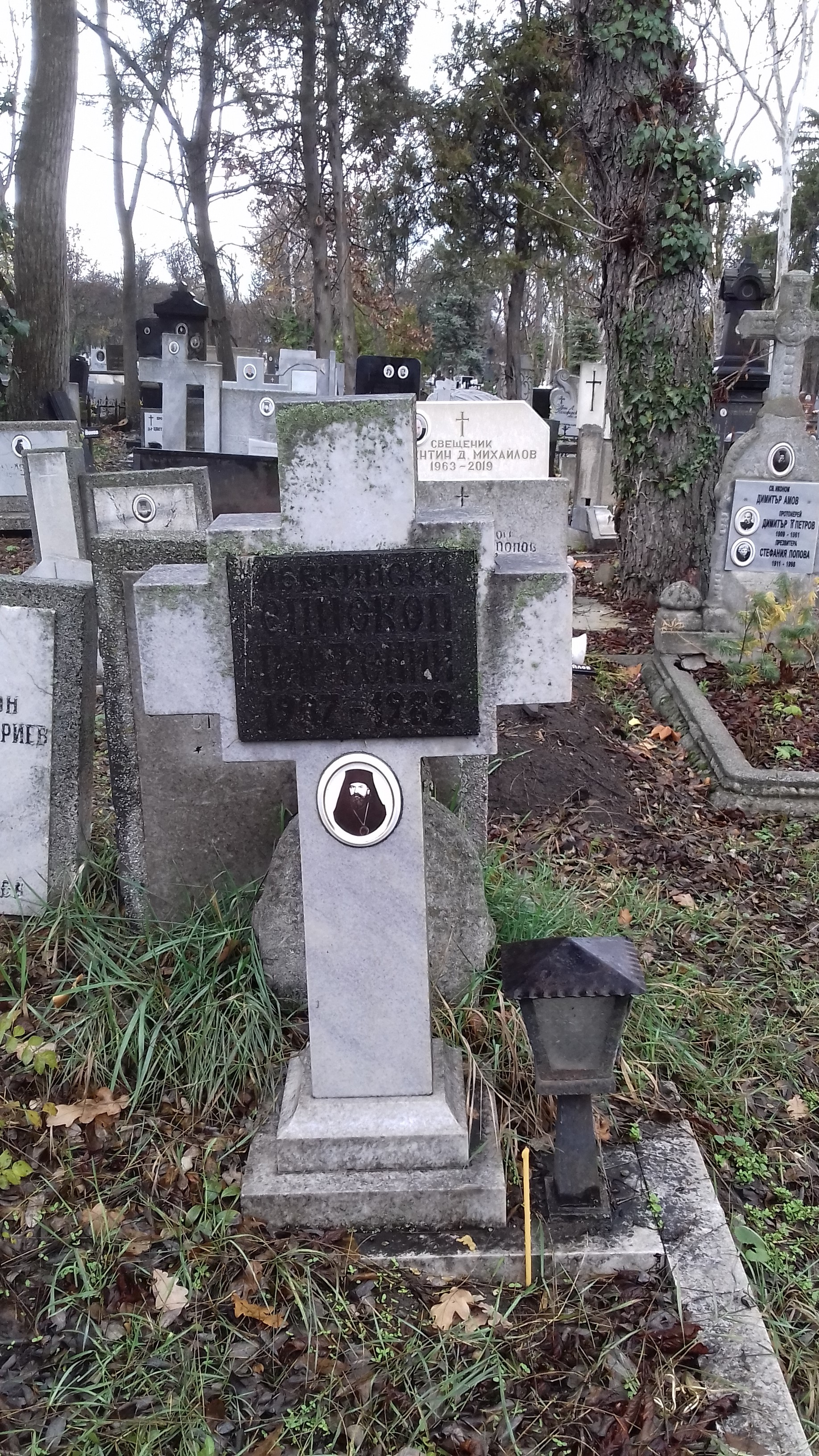
Могила епископа Партения

Родился 7 март 1907 года в семье констинтинопольского болгарина Стамата Стоянова уроженки Лозенграда Стойки Димитровой, осевших в Провадии. В детстве помогал отцу, который содержал небольшую гостиницу.
В 1929 году с отличием окончил Софийскую духовную семинарии. В последнем, шестом семинарском классе, пострижен ректором семинарии епископом Стобийским Борисом с именем Парфений. Вскоре он был рукоположён в сан иеродиакона. Осенью того же года принят на Богословский факультет Софийского университета.
20 июля 1933 года рукоположён в сан иеромонаха и назначен ефимерием и преподавателем в семинарии.
В 1936 году иеромонах Парфений становится протосингелом Неврокопской митрополии.
В 1937 году послан на научную специализацию во Фрайбургский университет в Германии, где получил научную степень доктора философии, а затем в Берн, где получил степень доктора церковно-канонического права.
По возвращении на родину, вновь назначен протосингелом Неврокопского митрополита Бориса с возведением в сан архимандрита.
Это служение было прервано приходом «народной власти» в 1944 году, которая за отличное пастырское служение «удостоила» архимандрита Парфения 40-дневного пребывания в Центральной софийской тюрьме, откуда он вышел благодаря вмешательству митрополита Софийского Стефана, годом позже ставшего Болгарским экзархом.
8 апреля 1945 года хиротонисан во епископа с титулом Левкийский и занял пост второго викария Экзарха, а после избрания первого викария — епископа Пимена, мипрополитом Неврокопским, епископ Парфений стал первым викарием.
Был русофилом, консерватором и учеником архиепископа Серафима (Соболева). За своё противодействие модернистским реформам в конце 1940-х годов подвергались ожесточённой травле: Протоиерей Всеволод Шпиллер митрополиту Григорию (Чукову): «Епископ Парфений стирается с лица земли! Кем и кем только не делают его, как только не клевещут. Власти не допустили назначения епископа Парфения на митрополичью Сливенскую кафедру.
В январе 1965 года по решению Священного Синода назначен викарием митрополита Нюйоркского Андрея (Петкова).
В декабре 1966 года вновь становится первым викарием Патриарха Болгарского. В таковой должности оставался до кончины.
За его научные достижения в 1981 году был награждён почетным знаком Болгарской Академии Наук, и орденом «Кирилла и Мефодия» I степени.
Скончался 2 марта 1982 года скоропостижно скончался от инсульта в одной из софийских больниц.

## Сочинения
Епископ Парфений был автором двухтомника «Жития на българските светии», и множества трудов нравственно-богословского и гимнографического характера.
- Божественная литургия святого апостола Иакова, брата Божия — переведена с немецкого (1939), были приняты во внимание и другие издания (греческий и церковнославянский). Издана в Софии в 1948 году.
- Служба святого Патриарха Евфимия Тырновского, первоначально составленная после прославления последнего Тырновского патриарха. Издана Священным Синодом в 1951 году.
- Три службы трём софийским новомученикам — святому Георгию Новому († 1515), святому Георгию Новейшему (†1534) и святому Николаю Софийскому (†1555), изданные одной книгой Священным Синодом в 1954 году.
- Три службы святому Иоанну Рыльскому Чудотворцу — соответственно для трёх его, почитаемых в народе праздников: Возвращение мощей его в Рыльский монастырь (1 июля), блаженная кончина (18 август) и Перенос мощей святого в Средец (София) или т. н. «Отчовден» (19 октября), изданы заново в одной книгой Священным Синодом в 1955 году.
- Семь служб, помещённых в богослужебный сборник, изданный Священным Синодом в 1958 году.
- Служба преподобному Феодосию Тырновскому, изданная в Священным Синодом в 1951 году.
- Последование Недели всех болгарских святых, Служба святому царю Борису І, Служба преподобному Иоанну Кукузелу и многие другие, некоторые из которых до сих пор не изданы.